# Pudenciana de Roma
Santa Pudenciana é uma santa tradicional cristã do século II d.C. Ela é também por vezes chamada de Pudentiana e aparece frequentemente ao lado de sua irmã, Santa Praxedes.

## História
De acordo com a acta, publicada pelos bolandistas (datando do século VIII d.C.), e com a martirologia tradicional, ela era uma virgem romana durante o cristianismo primitivo, filha de São Pudêncio, "amiga dos apóstolos", e irmã de Praxedes. Ela e Pudenciana, junto com o presbítero Pastor e o Papa Pio I, construíram um batistério na igreja que existia na casa de seu pai e começaram a batizar os pagãos. Pudenciana morreu com a idade de 16 anos, provavelmente martirizada, e está enterrada ao lado do pai na Catacumba de Santa Priscila, na Via Salária.
Embora haja evidência da existência de Pudêncio, não há nenhuma que seja direta para a de Pudenciana ou sua irmã, Praxedes. É possível que a "ecclesia Pudentiana" ("Igreja de Pudêncio") da Igreja antiga tenha sido mal-entendida e se transformado em "Santa Pudenciana".
Pudenciana era comemorada no dia 19 de maio no Calendário Romano Geral de 1962, mas atualmente não consta mais no Calendário de Santos.
O conquistador Miguel Lopez de Legaspi, que fundou a cidade de Manila em 1571, conseguiu a posse do território em 19 de maio daquele ano, na festa de Santa Pudenciana (em castelhano:  Potenciana) e a declarou como patrona do que no futuro será as Filipinas.